# Штакетник

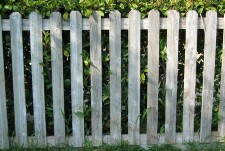
Классический штакетник

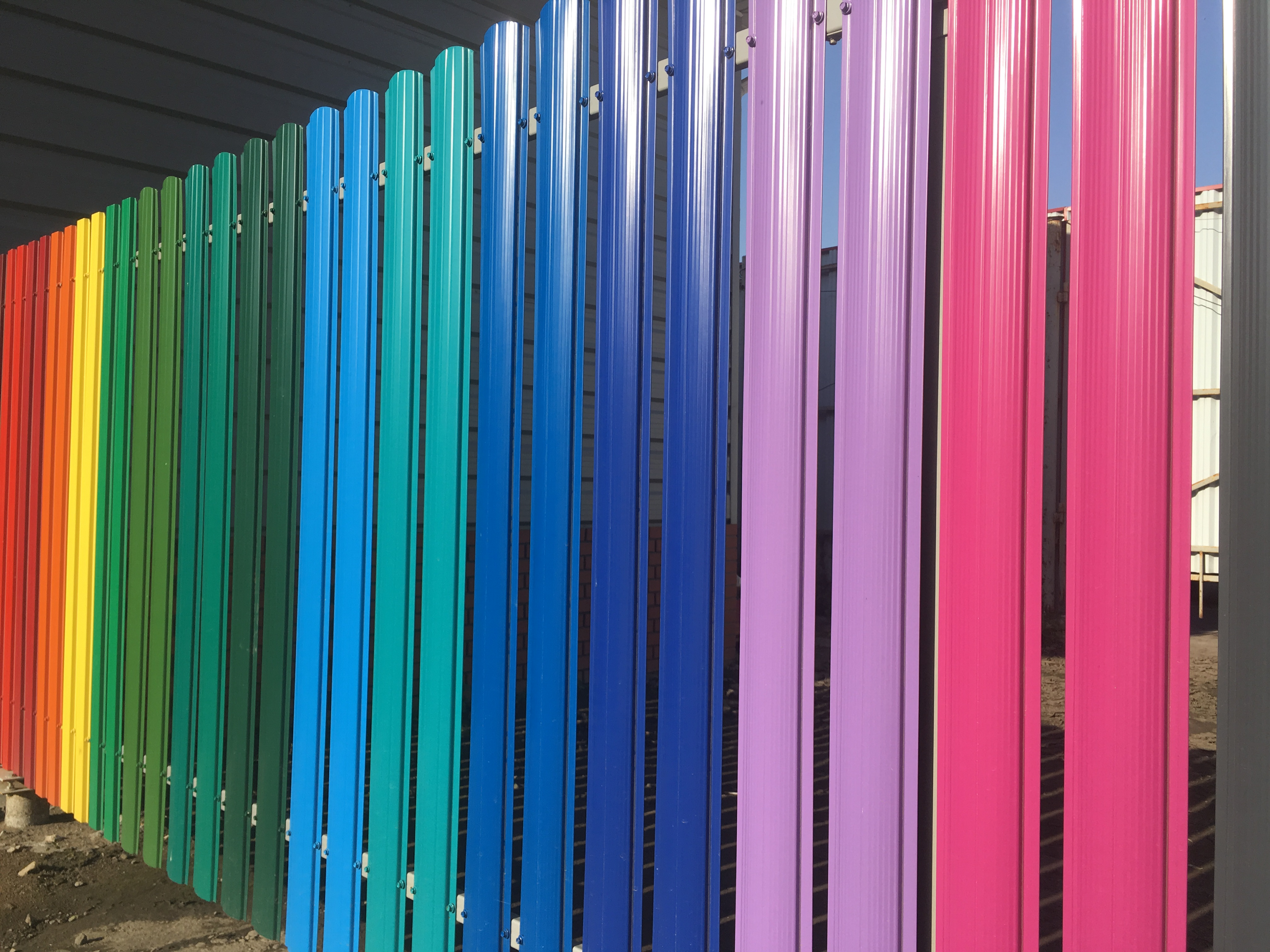
Металлический штакетник

Штакетник (также евроштакетник, металлоштакет) (нем. Stake — кол, шест, столб) — тип забора с расположенными вертикальными или горизонтальными досками (планками или штакетами), чаще с перемежением пустого пространства между планками (шагом), прикреплёнными к горизонтальным рейкам (лагам) с одной или обеих сторон («шахматка»), которые, в свою очередь, держатся на вертикальных столбах из металла, бетона или кирпича, установленных в грунт. На верхнюю часть столбов устанавливаются колпаки.
Штакетник обычно используется декоративно для обозначения границ усадебного участка. Традиционно штакетник изготавливается из древесины, однако, с развитием технологии конструкционных материалов и их удешевлением, он стал собираться из металла, пластика и других материалов/сочетания этих материалов.